# 버뮤다 쇼츠

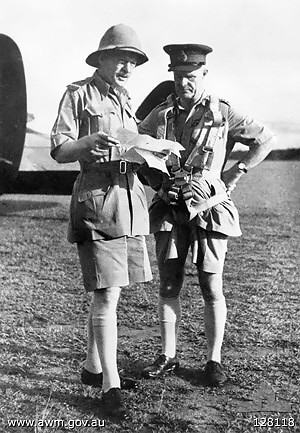
제2차 세계 대전 중에 버뮤다 쇼츠를 입은 로버트 브룩포팸과 아치볼드 웨이벌

버뮤다 쇼츠(영어: Bermuda shorts)는 남성과 여성 모두가 입을 수 있는 세미캐주얼 유형의 반바지다. 버뮤다에서 인기가 많아서 이런 이름이 붙었다. 버뮤다 쇼츠는 1950년대 패션에 대한 관심이 증가하면서 1970년대에 다시 인기를 얻었다. 1990년대 초부터 몇 년 동안 런웨이에 다시 등장했다.